# Р̇
Cette page contient des caractères spéciaux ou non latins. S’ils s’affichent mal (▯, ?, etc.), consultez la page d’aide Unicode.
Р̇ (minuscule : р̇), appelé er point suscrit, est une lettre additionnelle de l’alphabet cyrillique utilisée en dans la cyrillisation de l’alphabet arabe. Elle est composée du er ‹ Р › diacrité d’un point suscrit.

## Utilisations
Dans certaines cyrillisations de l’alphabet arabe, dont celle utilisée dans l’encyclopédie Языки мира [Langue du monde], l’er point suscrit ‹ р̇ › translittère le rraʾ ‹ ڑ ›.

## Représentation informatique
L’er point suscrit peut être représenté avec les caractères Unicode suivants :
- décomposé (cyrillique, diacritiques)[1],[2] :

| formes    | représentations | chaînes de caractères | points de code | descriptions                                             |
| --------- | --------------- | --------------------- | -------------- | -------------------------------------------------------- |
| capitale  | Р̇               | Р◌̇                    | U+0420 U+0307  | lettre majuscule cyrillique er diacritique point suscrit |
| minuscule | р̇               | р◌̇                    | U+0440 U+0307  | lettre minuscule cyrillique er diacritique point suscrit |